# فيغين يوكسيكداغ
فيغين يوكسيكداغ 'شينوغلو (بالتركية: Figen Yüksekdağ Şenoğlu)‏ هي سياسية تركية ولدت في سنة 1971 في مدينة أضنة في تركيا ، حالياً هي زعيمة حزب الشعوب الديمقراطي اليساري مع صلاح الدين دميرطاش.